# Der schwarze Prinz (1955)
Der schwarze Prinz (Originaltitel: The Dark Avenger) ist ein britischer Abenteuerfilm von Henry Levin aus dem Jahr 1955.

## Handlung
Im 13. und 14. Jahrhundert führten England und Frankreich über einhundert Jahre lang eine Reihe von Kriegen gegeneinander, die später der Hundertjährige Krieg genannt werden. Im Jahr 1359 verlieren die Franzosen bei Aury in Nordfrankreich eine große Schlacht. Das Heer ist zerschlagen. Ihr König Johann hat in der Gefangenschaft der Engländer einen Waffenstillstand unterzeichnet. König Edward III. kehrt nach England zurück und ernennt seinen Sohn Edward, Prince of Wales, bekannt als der schwarze Prinz, zum Herzog über das unter englischer Oberherrschaft stehende Aquitanien.
Der französische Graf Robert de Ville plant derweil, sein Land zu befreien. Er will den obersten Feldherrn von Frankreich, Bertrand du Guesclin, für seine Sache gewinnen, welcher wiederum großen Einfluss auf den Dauphin besitzt, der in Abwesenheit des Königs das Land regiert. Zudem befiehlt er, Prinz Edward zu ermorden. Da der Mordanschlag misslingt, entführt er die Witwe Lady Joan Holland, die Schwester des Grafen von Kent, und ihre beiden Brüder (eigentlich sind es ihre Söhne), woraufhin Prinz Edward mit seinen Männern zu ihrer Rettung aufbricht, aber im folgenden Gefecht unterliegt. Sich nicht geschlagen geben wollend, ersinnt der Prinz eine List. Er verkleidet sich als schwarzer Ritter, tritt in die Dienste des Grafen und gelangt so an die Gefangenen, die er letztendlich befreien kann.
Die von Bertrand du Guesclin und Robert de Villes geführten Franzosen stürmen daraufhin gegen die Burg Prinz Edwards an. Beide Seiten erleiden schwere Verluste, doch können die Engländer die Oberhand erringen, was Bertrand du Guesclin die Freiheit kostet und zum Tode Robert de Villes führt.

## Erstaufführung
Der schwarze Prinz hatte seine Premiere am 15. April 1955 in London. In die Kinos der Bundesrepublik Deutschland kam der Film am 4. November 1955.

## Synchronisation
| Darsteller      | Rolle                | deutscher Sprecher    |
| --------------- | -------------------- | --------------------- |
| Errol Flynn     | Prinz Edward         | Wolfgang Lukschy      |
| Joanne Dru      | Lady Joan Holland    | Marion Degler         |
| Peter Finch     | Graf Robert de Ville | Gert Günther Hoffmann |
| Michael Hordern | König Edward III.    | Robert Klupp          |
| Robert Urquhart | Sir Philip           | Ottokar Runze         |
| Noel Willman    | Bertrand du Guesclin | Ralph Lothar          |
| Rupert Davies   | Sir John             | Friedrich Joloff      |

## Kritik
Für das Lexikon des internationalen Films war Der schwarze Prinz ein „(h)istorisch unbekümmerter, naiver Abenteuerfilm“.